# Entenpest

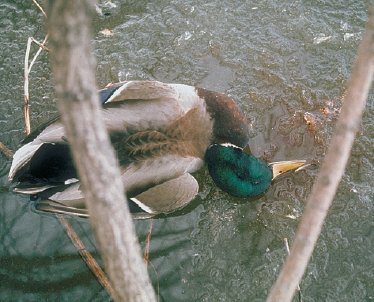
An Entenpest verendeter Stockentenerpel

Die Entenpest oder Virusenteritis der Enten ist eine hochansteckende Virusinfektion bei Entenvögeln (Enten, Gänse, Schwäne), die durch das Enten-Herpesvirus 1 hervorgerufen und vor allem durch Zugvögel verbreitet wird. Sie kommt weltweit vor und zeigt sich in Durchfall und inneren Blutungen und verläuft häufig tödlich. Die Diagnose in einem Bestand wird vor allem anhand der pathologischen Veränderungen gestellt und dann durch direkten oder indirekten Virusnachweis gesichert. Eine Behandlung ist nicht möglich. Zur Bekämpfung stehen Lebendimpfstoffe zur Verfügung.

## Ursache und Verbreitung
Die Entenpest wird durch das Enten-Herpesvirus 1 (Mardivirus anatidalpha1) verursacht, welches Stämme sehr unterschiedlicher Virulenz beinhaltet. Es können also sowohl milde als auch schwere Verläufe mit hohen Verlusten auftreten. Diese können zwischen 5 und 100 % betragen, weshalb die Erkrankung erhebliche ökonomische Schäden verursachen kann.
Die Erkrankung kommt weltweit vor, in den nordatlantischen Ländern besonders häufig. Sie tritt vor allem im Frühjahr auf, auf der Nordhalbkugel demzufolge vor allem im März bis Juni. Die Ansteckung erfolgt durch direkten Kontakt, über die kontaminierte Umwelt oder vertikal. Die epidemiologische Bedeutung der vertikalen Infektion, also von der Ente über das Ei auf das Küken, ist aber nicht geklärt. Für die weltweite Verbreitung spielen vor allem Zugvögel eine maßgebliche Rolle. Zur Einschleppung in Wassergeflügelbestände kommt es vor allem durch Kontakt mit Wildenten oder durch Zukauf latent infizierter Tiere, Virusträger in chronisch infizierten Schwärmen können das Virus lebenslang ausscheiden. Das Virus kann sich, wie andere Herpesviren auch, in Nervenknoten (Ganglien), insbesondere das Ganglion trigeminale, zurückziehen von dort wieder aktiviert werden.
Neben Entenvögeln können auch Rallen erkranken. Andere Vögel oder gar Säugetiere sind nicht empfänglich.
Der erste Ausbruch von Entenpest wurde 1923 in den Niederlanden beschrieben, damals noch als „fowl plague“ (Geflügelpest) bezeichnet. Der Begriff „Entenpest“ wurde erstmals 1942 von Bos verwendet, da sich das Virus in seinen Infektionsversuchen nicht auf Hühner oder andere Tiere übertragen ließ. Offiziell vorgeschlagen wurde er dann 1949 von Jansen and Kunst, welche die Krankheit von Geflügelpest und atypischer Geflügelpest abgrenzten. In den 1960er und 1970er Jahren gab es massive Ausbrüche in den Vereinigten Staaten.

## Klinik
Die Inkubationszeit beträgt 3 bis 7 Tage. Klinisch zeigt sich ein akuter Ausbruch im Bestand durch gehäufte Todesfälle, manchmal ohne vorherige klinische Erscheinungen, und Nachlassen der Legeleistung um bis zu 40 %. Bei Erpeln können Penisvorfälle auftreten. Appetitlosigkeit, Lichtscheue, starker Durst, wässriger Durchfall und Nasenausfluss sind häufig zu beobachten. Durch zunehmende Schwäche verlieren die Vögel ihre Stehfähigkeit und bewegen sich nur noch kriechend mit den Flügeln fort. Vor allem junge Enten trocknen aus und zeigen eine Blaufärbung im Schnabelbereich.
Die Mortalität ist bei erwachsenen Enten meist größer als bei Küken. In chronisch infizierten Schwärmen und Beständen sind Todesfälle selten. Nach überstandener Infektion entsteht eine zelluläre Immunität.

## Pathologie und Diagnostik
Pathologisch-anatomisch finden sich punktförmige Blutungen im Herzen, der Tunica serosa, der Bursa Fabricii, der Speiseröhre, der Leber und in anderen Organen. In der Leber können nekrotische Herde auftreten. Im Darmkanal kommt es zu einer blutigen (hämorrhagischen) Darmentzündung, später können diphteroide Veränderungen dazukommen. Die Eifollikel sind blutig erweitert und können beim Zerplatzen zum Verbluten führen. Der Verdacht kann bereits pathologisch-anatomisch gestellt werden, für die definitive Diagnose ist ein Virusnachweis durch Anzucht in Enteneiern oder durch eine PCR notwendig. Im Bestand lässt sich die Erkrankung auch über einen Antikörpernachweis indirekt nachweisen. Differentialdiagnostisch sind vor allem Newcastle-Krankheit und Virushepatitis der Enten auszuschließen.

## Bekämpfung
Eine kurative Behandlung ist nicht möglich, weshalb die Bekämpfung sich vor allem auf die Verhinderung der Einschleppung durch Hygiene- und Quarantänemaßnahmen fokussiert.
Zur Prophylaxe gibt es Lebendimpfstoffe (z. B. Nobilis Duck Plague, MSD Intervet), die auch noch als Notimpfung bei Ausbruch im Bestand eingesetzt werden können. Meist werden zur Grundimmunisierung zwei Impfungen im Abstand von 6 Wochen durchgeführt, gefolgt von jährlichen Wiederholungsimpfungen. 2018 wurde ein neuer Kombinationsimpfstoff gegen Geflügel- und Entenpest auf der Basis der CRISPR/Cas-Methode entwickelt, der aber noch die Zulassung durchlaufen muss.